# Teste nuclear norte-coreano de 2009

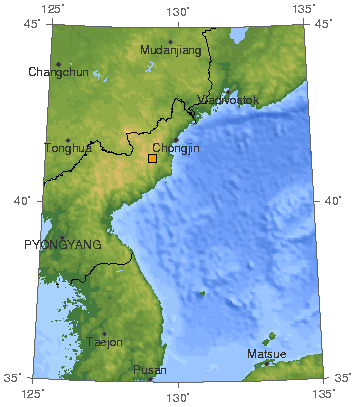
Mapa da região detectada com atividade nuclear no momento da explosão.

O teste nuclear norte-coreano de 2009 foi realizado em  25 de maio, sendo o segundo da história do país. A região escolhida para esta realização foi próxima a Kilju, 375 km a nordeste da capital, Pyongyang. O primeiro foi realizado em 2006. O teste despertou muita tensão no leste asiático e levando os membros do Conselho de Segurança da ONU a convocarem uma reunião de emergência, além de ter aumentado a perplexidade da comunidade internacional, que tem tentado nos últimos anos uma série de duras sanções e promessas de ajudas para tentar convencer ao país a desistir de construir um arsenal nuclear.

## As razões do teste
Choe Thae-bok, secretário do Comitê Central do Partido dos Trabalhadores do regime comunista norte-coreano, disse que a ameaça militar e as sanções econômicas impostas pelos Estados Unidos levaram seu país a realizar seu segundo teste nuclear. Choe assegurou que esse o objetivo é de "proteger os interesses supremos da Coreia do Norte, assim como defender a dignidade e soberania do país frente aos EUA". Além disso, ele criticou "a política hostil e viciosa" dos EUA, Japão e Coreia do Sul contra seu país. Seu regime comunista aumentou as manobras militares nas regiões próximas à linha de demarcação militar com a Coreia do Sul e aumentou também a vigilância fronteiriça. A Coreia do Norte assegurou que seu Exército e seus cidadãos estão prontos para um combate contra qualquer tentativa estadunidense de um ataque preventivo.

## Potência
O ministro de Assuntos Exteriores sul-coreano, Yu Myung-hwan, disse que o teste pode ter superado entre três e quatro vezes a potência das bombas lançadas pelos Estados Unidos sobre Hiroshima e Nagasaki na Segunda Guerra Mundial.
O Ministério da Defesa da Rússia afirma que a força da bomba ficava perto de 20 quilotons. "Segundo os dados dos meios técnicos russos de controle de explosões nucleares, a potência da bomba nuclear foi de cerca de 20 quilotons", disse em condições de anonimato um alto cargo dessa pasta.
Já a Agência Meteorológica Japonesa afirma que o teste foi quatro vezes mais potente que o primeiro teste de 2006, afirmam os especialistas. "A atividade sísmica detectada hoje foi de de 5,3 graus, enquanto a do teste nuclear anterior alcançou 4,9 graus", disse Yasuo Sekita, diretor da agência.

## Represália
O representante especial dos Estados Unidos para a Coreia do Norte, Stephen Bosworth, disse para Pyongyang não realizar um segundo teste nuclear, pois seria "a direção equivocada" para a estabilidade da região asiática. "Tenho muitas esperanças de que a Coreia do Norte não fará outro teste. Acho que seria um passo na direção equivocada", disse Bosworth em Tóquio antes de retornar a Washington, segundo a agência local "Kyodo". O funcionário estadunidense ressaltou que os outros participantes do diálogo de seis lados estão convencidos de que "a conversa e a negociação são os únicos métodos adequados para resolver as questões pendentes" com a Coreia do Norte. O processo de diálogo de seis lados - que começou em 2003 e tem a participação das duas Coreias mais EUA, Japão, China e Rússia - está estagnado desde dezembro, devido à falta de avanços na verificação da desnuclearização do regime comunista norte-coreano. Pyongyang anunciou em 14 de abril que abandonava o diálogo de seis lados como represália à condenação do Conselho de Segurança das Nações Unidas por seu lançamento, no dia 5 de abril, de um foguete de longo alcance. A Coreia do Norte ameaçou ainda realizar um novo teste nuclear e lançar um míssil intercontinental caso o Conselho de Segurança não se desculpasse. "Estamos comprometidos com o diálogo e estamos obviamente interessados em voltar à mesa de negociações o mais rápido possível, mas esta decisão não depende só de nós, depende também da Coreia do Norte", concluiu.

## Tensão com a Coreia do Sul
A Coreia do Norte ameaçou a Coreia do Sul no dia 27 de maio com um ataque militar e dar por liquidado o armistício com que terminou em 1953 a guerra entre ambos os países. "Se o armistício for dado por concluído, a Península coreana, em termos legais, está no caminho de retornar ao estado de guerra e nossas forças revolucionárias tomarão decisões a favor das ações militares pertinentes", disse o porta-voz norte-coreano. O regime comunista de Pyongyang reagiu assim à decisão tomada pelo Governo de Seul de aderir à iniciativa do EUA contra o tráfico de armas de destruição em massa, que permite a abordagem de navios suspeitos. A Coreia do Norte anunciou que responderá com um ataque militar se seus navios forem interceptados e que também não garante a segurança dos navios estrangeiros no Mar Amarelo, onde em anos recentes os dois países mantiveram confrontos armados. O presidente sul-coreano, Lee Myung-bak, agradeceu à população a "maturidade" com que está recebendo as ameaças norte-coreanas, enquanto uma fonte militar que seu país tem superioridade naval e repelira qualquer ataque. A península coreana é uma das áreas mais militarizadas do mundo, com um milhão de soldados da Coreia do Norte, 655 mil da Coreia do Sul e outros 28,5 mil militares estadunidenses assentados em território de seu aliado sul-coreano desde o final da Guerra da Coreia. Segundo fontes, a usina nuclear norte-coreana de Yongbyon, inativa desde 2007 por um acordo internacional, teria sido reativada em meados de abril com o objetivo de extrair plutônio. 
No dia 25 de abril, a Coreia do Norte já tinha anunciado que tinha começado a extrair plutônio do combustível nuclear que armazena nessa usina, a fim de impulsionar seu poder atômico perante as "forças hostis". O  porta-voz da missão militar norte-coreana na vigiada fronteira entre as duas Coreias tachou a equipe do presidente Lee de "grupo de traidores" e ameaçou, em último caso, com a guerra. Segundo esse porta-voz, os militares norte-coreanos já não estão vinculados ao armistício do fim da Guerra da Coreia (1950—1953), devido à decisão de Seul de participar plenamente na iniciativa PSI, liderada pelos EUA.

## Consequências econômicas
"A questão da Coreia do Norte não deverá ter um impacto duradouro no mercado", disse o analista Byeon Ji-young, da Woori Futures. Entretanto, as bolsas asiáticas e europeias operam em baixa novamente no dia 27/05 e o dólar negociado em alta ante as principais moedas estrangeiras, em meio a preocupações com os riscos à estabilidade política global e aos fundamentos da economia dos Estados Unidos.

## Reação popular na Coreia do Norte
Foi organizada uma grande manifestação no dia seguinte ao teste para celebrar o ocorrido, e foi "em massa", segundo a agência estatal norte-coreana.

## Reações internacionais

### Países
- Brasil: O Ministério das Relações Exteriores condenou explicitamente o ocorrido e suspendeu o processo de instalação da Embaixada do Brasil na capital, Pyongyang. O primeiro embaixador brasileiro no país, Arnaldo Carrilho, estava a caminho da Coreia do Norte, mas recebeu a ordem do ministro Celso Amorim para retardar a chegada ao país até que as Nações Unidas decidam o que fazer com a situação. Além de condenar o teste nuclear, o governo do Brasil pediu que a Coreia do Norte retome as negociações, "visando à desnuclearização da Península Coreana". Em nota oficial, o Itamaraty também expressou "a expectativa de que (o governo norte-coreano) se reintegre o mais rapidamente possível como país não nuclearmente armado, ao Tratado de Não-Proliferação de Armas Nucleares". E ainda conclamou Pyongyang a "assinar, no mais breve prazo, o Tratado de Proibição Completa de Testes Nucleares (CTBT) e a observar estritamente a moratória de testes nucleares."[11]
- Chile: O Governo do Chile condenou o teste e afirmou que isso constitui "uma séria ameaça à paz e à segurança internacionais". "Este teste de uma arma nuclear representa uma séria ameaça à paz e à segurança internacionais, assim como ao delicado regime de não-proliferação das armas nucleares", afirmou o comunicado.[12]
- China: A China reagiu com firmeza, afirmando que "se opõe de forma resoluta" ao teste, de acordo com nota distribuída pelo Ministério de Relações Externas. "A RPDC ignorou a oposição da comunidade internacional e uma vez mais realizou um teste nuclear. O governo chinês se opõe de modo resoluto a isto", diz o texto distribuído pelo ministério.[13]
- Coreia do Sul: O presidente sul-coreano, Lee Myung-bak, convocou uma conferência de emergência, a fim de discutir a garantia da segurança do país. A parte militar sul-coreana também decidiu elevar o nível de reconhecimento da RPDC.
- Estados Unidos:O presidente do país, Barack Obama, conversou por telefone com o presidente da Coreia do Sul, Lee Myung-bak, e o primeiro-ministro japonês, Taro Aso, para coordenar uma resposta conjunta ao teste.[14] Obama abandonou o tom diplomático e disse que as ações da Coreia do Norte constituem em "grave ameaça à paz e à estabilidade do mundo".[15]
- França: Além de condenar a Coreia do Norte, o país ainda pediu intensificação das sanções contra Pyongyang.[16]
- Índia: O Governo indiano expressou "séria preocupação" pelo teste. "É um fato de grave preocupação... A Índia é contra a proliferação nuclear".[17]
- Irão: O presidente do Irã, Mahmoud Ahmadinejad, afirmou que o Irã se opõe à proliferação nuclear, enquanto seus assistentes qualificaram de "assunto interno" o teste atômico, porém sem condená-lo. "Somos categoricamente contra a proliferação, produção e uso de armas nucleares. Não acho que se haja que gastar benefícios nisso. As potências que têm armas nucleares devem se desarmar. Se fizerem isso primeiro, será mais fácil para o outros depois", disse ele. Ahmadinejad também negou hoje que o teste nuclear tenha relação com o lançamento do Irã, no dia 20 de maio, de um novo míssil de longo alcance.[18]
- Japão: As autoridades japonesas afirmaram que adotarão medidas severas contra o regime comunista e pediram novas sanções à Coreia do Norte. "Soubemos que a Coreia do Norte efetuou um teste nuclear pela segunda vez. Portanto, vamos responder de maneira responsável. Definitivamente temos que fazê-lo perante o Conselho de Segurança da ONU", disse Kazuo Kodama, porta-voz do Ministério de Relações Exteriores japonês.[6][19]
- Portugal: O Ministro dos Negócios Estrangeiros do país defende que o teste nuclear traduz uma atitude inaceitável e um desrespeito pelas resoluções do CS, comprometendo a estabilidade regional e constituindo uma perigosa ameaça à paz e segurança internacionais. O Governo português apela ao governo da Coreia do Norte para que se abstenha da prática deste tipo de ato, regresse às Conversações a Seis, permita o regresso dos inspectores da ONU ao seu território e retome as suas obrigações no âmbito do Tratado sobre Não-Proliferação.[20]
- Reino Unido: O primeiro-ministro do país, Gordon Brown, afirmou que a Coreia do Norte é "um perigo para o mundo".[1]
- Rússia: O país condenou o teste, e pediu aos dirigentes norte-coreanos para respeitarem as resoluções do Conselho de Segurança da ONU. A Rússia, porém, não adotará sanções unilaterais contra a Coreia do Norte "Não consideramos necessário adotar sanções unilaterais contra a Coreia do Norte. Essa não é nossa escolha".[21]

### Organizações
- Conselho de Segurança das Nações Unidas: O CS condenou o teste, e qualificou a medida da Coreia do Norte de uma "clara violação" às resoluções do organismo.[22]
- União Europeia: O presidente da Comissão Europeia, José Manuel Durão Barroso, condenou, em Copenhague, o teste e o considerou uma "provocação". "Estamos muito preocupados com o teste nuclear", e lembrou que a União Europeia (UE) pediu firmemente ao país várias vezes "que não dê mais passos que aumentem as tensões e prejudiquem a paz e a estabilidade".[23]